# Dudy Puszczańskie
Dudy Puszczańskie – wieś w Polsce położona w województwie mazowieckim, w powiecie ostrołęckim, w gminie Łyse. Leży nad rzeką Szkwą oraz bagnem Chruściel, przez które ona przepływa.
Wierni kościoła rzymskokatolickiego należą do parafii św. Stanisława Kostki w Zalasie.

## Historia
W 1827 roku wieś liczyła 37 domów i 223 mieszkańców. W latach 1921–1939 wieś leżała w województwie białostockim, w powiecie kolneńskim (od 1932 w powiecie ostrołęckim), w gminie Łyse.
Według Powszechnego Spisu Ludności z 1921 roku zamieszkiwały tu 343 osoby w 70 budynkach mieszkalnych. Miejscowość należała do parafii rzymskokatolickiej w m. Myszyniec. Podlegała pod Sąd Grodzki w Kolnie i Okręgowy w Łomży; właściwy urząd pocztowy mieścił się w m. Łyse.
W wyniku agresji Niemiec we wrześniu 1939, miejscowość została przyłączona do III Rzeszy i znalazła się w strukturach Landkreis Scharfenwiese (ostrołęcki) w rejencji ciechanowskiej (Regierungsbezirk Zichenau) Prus Wschodnich.
11 listopada 1953 roku w Dudach Puszczańskich poległo w nierównej walce z kilkuset funkcjonariuszami UB, KBW i MO trzech żołnierzy Narodowego Zjednoczenia Wojskowego: Aleksander Góralczyk „Topór”, Stanisław Grajek „Mazur” i Władysław Sadłowski „Twardy”. Pochowano ich w nieznanym wskutek jego ukrycia przez UB miejscu. Zagrodę Franciszka Dąbrowskiego, gdzie otoczono partyzantów, całkowicie zniszczono, a miejsce po nim zaorano. Obecnie w Dudach Puszczańskich znajduje się pomnik, upamiętniający poległych. 
W latach 1954–1959 wieś należała i była siedzibą władz gromady Dudy Puszczańskie, po jej zniesieniu w gromadzie Zalas. W latach 1975–1998 miejscowość administracyjnie należała do województwa ostrołęckiego.